# Casa del Pont Internacional d'Arnéguy
La casa del Pont Internacional d'Arnéguy és una casa situada al barri de Pekotxeta de Valcarlos (Navarra, Espanya) al costat del petit pont que separa aquest barri de la veïna localitat francesa de Arnéguy i que és conegut com a Pont Internacional de Arnéguy en tractar-se de l'antic pas fronterer que unia tots dos països. Actualment la carretera principal que uneix tots dos països passa més al nord, a uns 150 metres d'aquest lloc per un pont més modern i ample i s'han eliminat els controls fronterers entre tots dos països pel Tractat de Schengen. No obstant això, en el lloc, a banda i banda el pont antic, persisteixen les casernes de la policia de fronteres de tots dos països.
Aquest edifici singular és un caserón d'estil basc-francès de dues plantes amb teulada a dues aigües i balconades en la seva façana. En la seva actual estructura és una obra relativament moderna que data de la primera meitat del segle passat. En la seva planta baixa acull actualment un bar i una tenda.
Per aquest mateix lloc va partir a l'exili l'aspirant carlista Carlos María de Borbó el 28 de febrer de 1876 després de ser derrotat el seu exèrcit en la Tercera Guerra Carlista.
Aquesta casa és significativa principalment perquè es tractava del primer edifici situat en territori espanyol al costat del que passava el camí de Sant Jaume en la seva ruta més coneguda, el Camí Francès. Actualment el camí de Sant Jaume es porta pel nou pont i la carretera principal, per la qual cosa ja no pansa al costat d'aquest edifici, sinó a uns 50 m de distància.
El 2015, en l'aprovació per la Unesco de l'ampliació del Camí de Santiago a Espanya a «Camins de Santiago de Compostel·la: Camino francès i Camins del Nord d'Espanya», Espanya va enviar com a documentació un «Inventari Retrospectiu - Elements Associats» (Retrospective Inventory - Associated Components) en el qual en el n.º 147 figura la Casa del Pont Internacional de Arnéguy.